# Ghumot

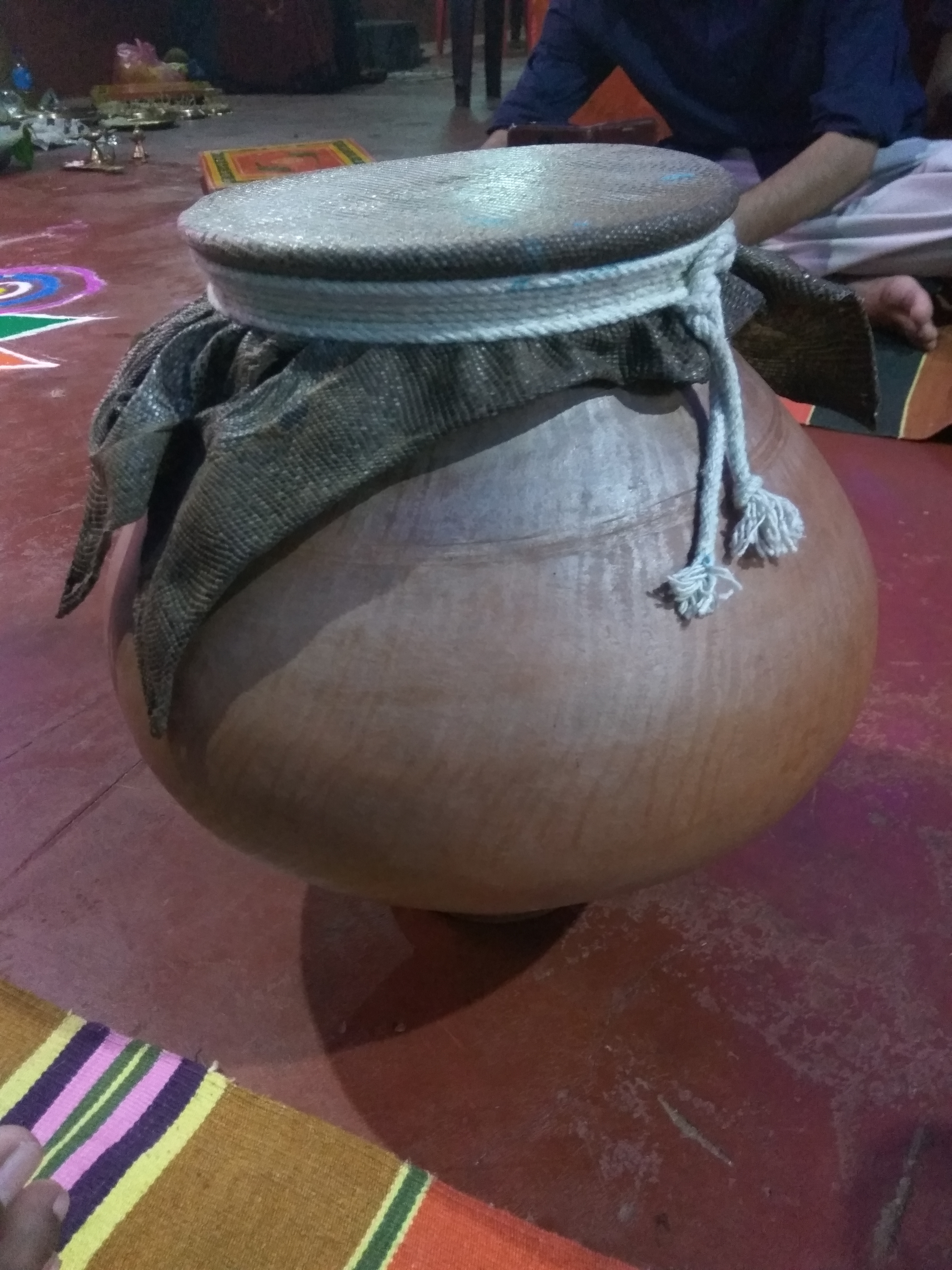
Un ghumot à Goa.

Le ghumot (konkani : घुमोठ ou ಘುಮೋಟ) est un instrument de percussion originaire de l'État de Goa, en Inde. Il s'agit d'un pot en terre cuite dont une des deux embouchures est recouverte avec une peau de varan fixée avec une corde, et dont l'autre est laissée ouverte,.